# Oleoducte de l'Amistat
L'oleoducte de l'Amistat és de 5.000 km de longitud que va des del sud de Rússia fins a l'Europa oriental. Fou construït el 1960-64 per tal de proveir de petroli els estats satèl·lits de l'antiga URSS. S'inicia a Samara i es divideix en dues branques: l'una entra a Polònia i a Alemanya i l'altra a Hongria, Eslovàquia i la Txèquia. Avui dia aquest oleoducte segueix estant actiu, és una gran ajuda, tant per a Rússia com a Europa oriental. Amb un inici a Samara i construït amb l'objectiu d'abastar de petroli els antics estats comunistes de l'Europa oriental, així com els que recorren els prop de 2.000 km de la mar Càspia fins a Sant Petersburg, o el de Noril'sk (centre de Sibèria) a Moscou.

## Història
El 18 de desembre de 1958, la 10a sessió del Consell d'Assistència Econòmica Mútua (Comecon), celebrada a Praga, va adoptar una decisió i es va signar un acord sobre la construcció d'un oleoducte troncal de cru des de l'URSS a Polònia, Txecoslovàquia, RDA i Hongria. La construcció del gasoducte proposat inicialment de 5.327 quilòmetres de llarg va començar el 1960. Cada país havia de subministrar tots els materials de construcció, maquinària i equipament necessaris. Txecoslovàquia va rebre el primer petroli l'any 1962, Hongria el setembre de 1963, Polònia el novembre de 1963 i la RDA el desembre de 1963. Tot el gasoducte es va posar en funcionament l'octubre de 1964. El primer petroli bombat a través de l'oleoducte Druzhba es va originar als jaciments de petroli del Tatarstan. i Samara (Kuybyshev) Oblast. A la dècada de 1970, el sistema de gasoductes Druzhba es va ampliar encara més amb la construcció de línies geogràficament paral·leles.